# Prebukovje
Prebukovje is een plaats in de gemeente Bednja in de Kroatische provincie Varaždin. De plaats telt 160 inwoners (2001).